# Cathédrale Saint-André d'Inverness
 (juin 2020).
Si vous disposez d'ouvrages ou d'articles de référence ou si vous connaissez des sites web de qualité traitant du thème abordé ici, merci de compléter l'article en donnant les références utiles à sa vérifiabilité et en les liant à la section « Notes et références ».
Cette  cathédrale n’est pas la seule cathédrale Saint-André.
La cathédrale d'Inverness, également appelée cathédrale de Saint Andrew est une cathédrale de l'Église épiscopalienne écossaise située dans la ville d'Inverness en Écosse. Elle est le siège de l'évêché de Moray, Ross et Caithness, ordinaire du diocèse de Moray, Ross et Caithness.
L'architecte en a été Alexander Ross. La construction a commencé en 1866 et fut achevé en 1869, mais le manque de fonds a empêché la construction des deux tours géantes de la conception originale.

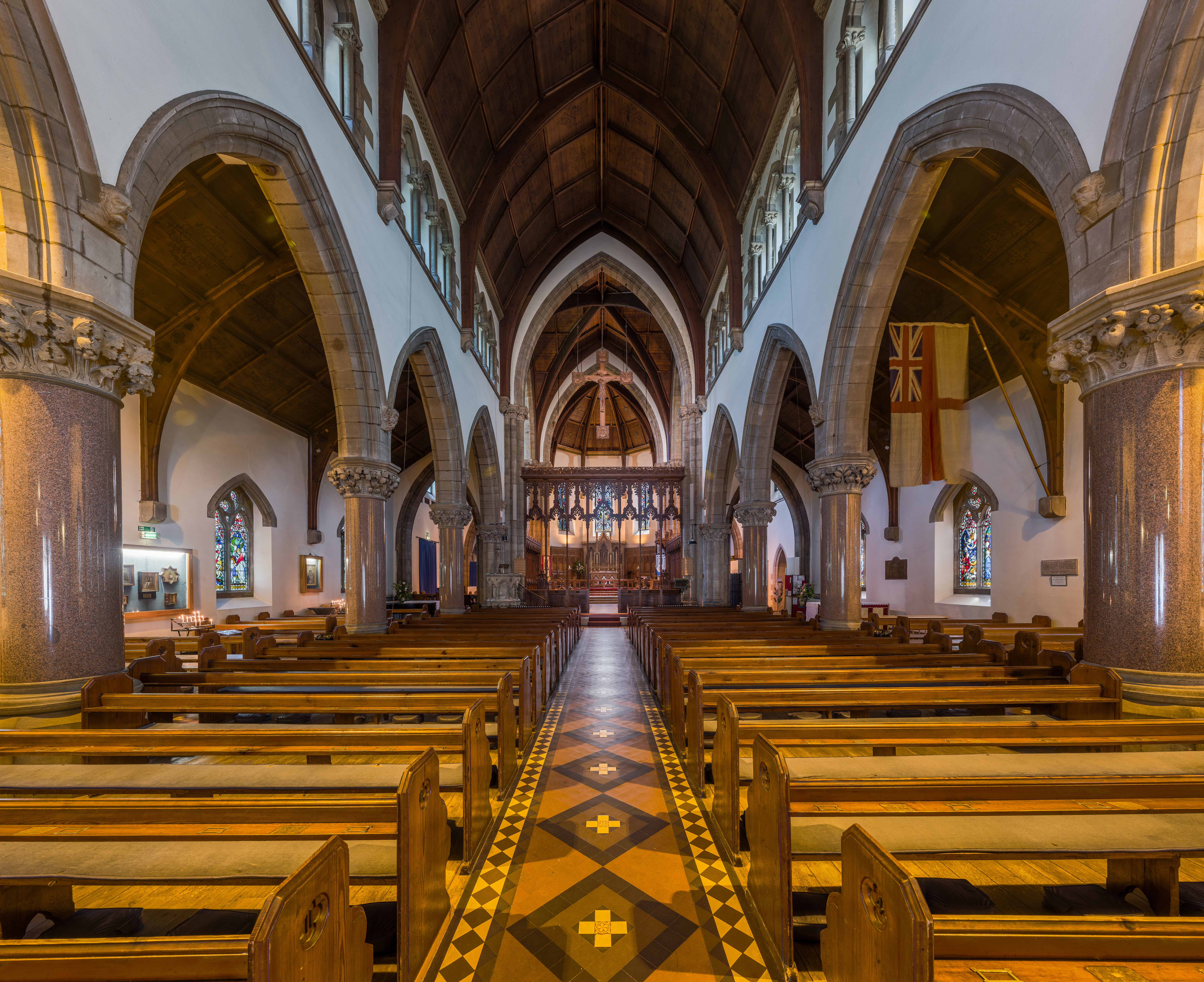
Intérieur de la cathédrale en juin 2014.